# 当曲卡村
当曲卡村是中国西藏自治区拉萨市当雄县当曲卡镇下辖的一个行政村。